# August Heinrich Oberg
August Heinrich Oberg (* 22. Juni 1809 in Celle; † 13. März 1872 in Berlin) war ein deutscher Jurist. Oberg wurde 1870 Präsident des Appellationsgerichts in Ratibor. Er war von März bis Mai 1849 Mitglied der Frankfurter Nationalversammlung und später im Gothaer Nachparlament.

## Leben

### Familie
Oberg entstammte einer alten evangelischen Celler Bürgerfamilie. Sein Vater Ludolf Albrecht Heinrich Oberg (* 30. Dezember 1767 in Celle; † 31. Mai 1828 in Celle) war Bäckermeister und Kornhändler in Celle. Er heiratete 1803 in Barsinghausen Justine Philippine Schünemann (* 30. Mai 1786; † 27. Dezember 1844 in Celle), die Tochter eines Chirurgen. August Heinrich war eines von drei Kindern des Paares. Sein älterer Bruder Bernhard Heinrich starb noch als Kleinkind, sein jüngerer Bruder Ernst Christoph im Alter von 32 Jahren.

### Beruflicher Werdegang
Oberg studierte von 1828 bis 1831 Rechtswissenschaften an der Universität Göttingen. Im Juni 1831 erhielt er von der Juristischen Fakultät der Göttinger Universität einen Preis für seine Arbeit De ordine quo constitutionum codex quem in corpore iuris habemus compositus sit. Das Werk über den Codex Iustinianus wurde noch im gleichen Jahr veröffentlicht. Nach Beendigung seines Studiums wurde er ab 1832 als Amtsauditor in Reinhausen in den königlich hannoverischen Justizdienst übernommen, ein Amt, das er bis 1837 ausübte. Von 1837 bis 1846 war er Assessor an der Justizkanzlei sowie Garnisonsauditor in Stade. Ab 1846 arbeitete er als Justizrat in Hildesheim.
Die Wahlmänner des 8. Wahlkreises, er umfasste Hildesheim im Königreich Hannover, wählten ihn zum Nachfolger von Hermann Adolf Lüntzel als Abgeordneten in die Frankfurter Nationalversammlung. Er trat sein Mandat am 23. März 1849 an, legte es aber bereits acht Wochen später, am 20. Mai 1849, nieder. Oberg blieb offiziell fraktionslos, schloss sich aber bei Abstimmungen dem rechten Centrum an. Am 28. März 1849, bei der Wahl zum Deutschen Kaiser, gab er seine Stimme dem preußischen König Friedrich Wilhelm IV. Nach der Auflösung der Nationalversammlung Ende Mai gehörte Oberg im Juni 1849 zu den Mitgliedern des Gothaer Nachparlaments.
Mit Beendigung seiner parlamentarischen Arbeit nahm er seine Tätigkeit als Justizrat in Hildesheim wieder auf. 1852 wurde Oberg zum Obergerichtsvizedirektor, zunächst in Osterode am Harz und seit 1855 in Stade, ernannt. Nach dem Deutschen Krieg 1866 und der Eingliederung des Königreiches Hannover als Provinz Hannover in den Preußischen Staat wurde auch Oberg in den preußischen Justizdienst übernommen. 1867 wurde er als Vizepräsident, seit 1870 als Präsident, an das Appellationsgericht nach Ratibor in Oberschlesien versetzt. 1872 ernannte man ihn zum zweiten Präsidenten des Oberappellationsgerichts für die neuen Provinzen in Berlin. Als solcher starb er am 13. März 1872, im Alter von 62 Jahren, in Berlin.

### Ehe und Nachkommen
August Heinrich Oberg heiratete 1837 in Stade Helene Louise Charlotte Sophie Niemeyer (* 9. Mai 1814 in Stade; † 25. Juni 1859 in Osterwald), die Tochter des Juristen und Oberamtmannes Otto Carl Niemeyer. Sie hatten fünf Kinder, drei Söhne und zwei Töchter. Die jüngste Tochter Gertrud Auguste Julie Eleonore Oberg (* 18. Februar 1847 in Hildesheim; † 15. September 1909 in Hannover) ehelichte 1867 den Juristen und Politiker Theodor Ferdinand Hurtzig. Ihr jüngerer Bruder Carl Joseph Gustav Alexander Oberg wurde Arzt und Professor der Medizin. Er war Vorsitzender der Hamburger Ärztekammer. Dessen Sohn Carl Oberg war während des Nationalsozialismus SS- und Polizeiführer in Paris.

## Veröffentlichungen (Auswahl)
- De ordine quo constitutionum codex quem in corpore iuris habemus compositus sit. Rudolph Deuerlich, Göttingen 1831, (Digitalisat.)